# Liga de Campeones de la AFC 2011
La Liga de Campeones de la AFC 2011 fue la 30.ª edición del torneo de clubes más importante de Asia. El campeón Al-Sadd SC se clasificó a la Copa Mundial de Clubes de la FIFA 2011.

## Participantes por asociación
| Zona Oeste Asiático | Zona Oeste Asiático    | Zona Oeste Asiático  | Zona Oeste Asiático  | Zona Oeste Asiático  | Zona Oeste Asiático | Zona Oeste Asiático |
| Asociación          | Asociación             | AFC Champions League | AFC Champions League | AFC Champions League | AFC Cup             | AFC President's Cup |
| Asociación          | Asociación             | Fase de Grupos       | Ronda Play-Off       | Ronda Previa         | Fase de Grupos      | Fase de Grupos      |
| ------------------- | ---------------------- | -------------------- | -------------------- | -------------------- | ------------------- | ------------------- |
| 1                   | Arabia Saudíta         | 4                    |                      |                      |                     |                     |
| 2                   | Irán                   | 4                    |                      |                      |                     |                     |
| 3                   | Emiratos Árabes Unidos | 3                    | 1                    |                      |                     |                     |
| 4                   | Catar                  | 2                    |                      | 1                    |                     |                     |
| 5                   | Uzbekistán             | 2                    |                      |                      | 1+1                 |                     |
| 6                   | Siria                  |                      |                      | +1                   | 2                   |                     |
| 7                   | Kuwait                 |                      |                      |                      | 2+1                 |                     |
| 8                   | Irak                   |                      |                      |                      | 2+1                 |                     |
| 9                   | Jordania               |                      |                      |                      | 2                   |                     |
| 10                  | Omán                   |                      |                      |                      | 2                   |                     |
| 11                  | Yemen                  |                      |                      |                      | 2                   |                     |
| 12                  | Líbano                 |                      |                      |                      | 2                   |                     |
| 13                  | Baréin                 |                      |                      |                      | 0                   |                     |
| 14                  | Bangladés              |                      |                      |                      |                     | 1                   |
| 15                  | Bután                  |                      |                      |                      |                     | 1                   |
| 16                  | Kirguistán             |                      |                      |                      |                     | 1                   |
| 17                  | Nepal                  |                      |                      |                      |                     | 1                   |
| 18                  | Pakistán               |                      |                      |                      |                     | 1                   |
| 19                  | Palestina              |                      |                      |                      |                     | 1                   |
| 20                  | Sri Lanka              |                      |                      |                      |                     | 1                   |
| 21                  | Tayikistán             |                      |                      |                      |                     | 1                   |
| 22                  | Turkmenistán           |                      |                      |                      |                     | 1                   |
| 23                  | Afganistán             |                      |                      |                      |                     | 0                   |
| Total Participantes | Total Participantes    | 15                   | 1                    | 2                    | 18+2                | 9                   |
| Total Participantes | Total Participantes    | 18                   | 18                   | 18                   | 20                  | 9                   |

- Jordania, Irak, Omán, India, Yemen, Pakistán, Palestina y Tayikistán hicieron una petición para la Liga de Campeones de la AFC pero no tenían las licencias requeridas
- Siria tuvo un cupo extra en la Liga de Campeones de la AFC debido a que tenían al campeón vigente de la AFC Cup
- Kuwait tuvo un cupo extra en la fase de grupos de la Copa AFC debido a que tenían al subcampeón vigente
- Uzbekistán e Irak tuvieron un cupo extra en la Copa AFC por invitación
- Baréin tenía cupos para la Copa AFC pero desistió su participación
- Los dos perdedores de la Ronda de Play-Off y Ronda Previa de la Liga de Campeones de la AFC pasaron a la fase de grupos de la AFC
- Afganistán era elegible para la Copa Presidente de la AFC pero desistió su participación
- Bangladés y Bután geográficamente pertenecen a la Zona Este

| Zona Este Asiático  | Zona Este Asiático  | Zona Este Asiático   | Zona Este Asiático   | Zona Este Asiático   | Zona Este Asiático | Zona Este Asiático  |
| Asociación          | Asociación          | AFC Champions League | AFC Champions League | AFC Champions League | AFC Cup            | AFC President's Cup |
| Asociación          | Asociación          | Fase de Grupos       | Ronda Play-Off       | Ronda Previa         | Fase de Grupos     | Fase de Grupos      |
| ------------------- | ------------------- | -------------------- | -------------------- | -------------------- | ------------------ | ------------------- |
| 1                   | Japón               | 4                    |                      |                      |                    |                     |
| 2                   | República de Corea  | 4                    |                      |                      |                    |                     |
| 3                   | China               | 4                    |                      |                      |                    |                     |
| 4                   | Australia           | 2                    |                      |                      |                    |                     |
| 5                   | Indonesia           | 1                    |                      | 1                    | +1                 |                     |
| 6                   | India               |                      | 1                    |                      | 1                  |                     |
| 7                   | Tailandia           |                      |                      | 1                    | 1                  |                     |
| 8                   | Vietnam             |                      |                      |                      | 2                  |                     |
| 9                   | Hong Kong           |                      |                      |                      | 2                  |                     |
| 10                  | Maldivas            |                      |                      |                      | 2                  |                     |
| 11                  | Singapur            |                      |                      |                      | +1                 |                     |
| 12                  | Malasia             |                      |                      |                      | 0                  |                     |
| 13                  | Birmania            |                      |                      |                      |                    | 1                   |
| 14                  | Camboya             |                      |                      |                      |                    | 1                   |
| 15                  | Taiwán              |                      |                      |                      |                    | 1                   |
| 16                  | Brunéi Darussalam   |                      |                      |                      |                    | 0                   |
| 17                  | Filipinas           |                      |                      |                      |                    | 0                   |
| 18                  | Guam                |                      |                      |                      |                    | 0                   |
| 19                  | Laos                |                      |                      |                      |                    | 0                   |
| 20                  | Macao               |                      |                      |                      |                    | 0                   |
| 21                  | Mongolia            |                      |                      |                      |                    | 0                   |
| 22                  | RPD Corea           |                      |                      |                      |                    | 0                   |
| 23                  | Timor Oriental      |                      |                      |                      |                    | 0                   |
| Total Participantes | Total Participantes | 15                   | 1                    | 2                    | 10+2               | 3                   |
| Total Participantes | Total Participantes | 18                   | 18                   | 18                   | 12                 | 3                   |

- Tailandia hizo una petición para la Liga de Campeones de la AFC y fue aceptada
- Malasia y Birmania hicieron una petición para la Liga de Campeones de la AFC pero no tenían las licencias requeridas
- Singapur retiró su petición para la Liga de Campeones de la AFC
- Vietnam fue descalificado en su petición para la Liga de Campeones de la AFC
- Indonesia y Singapur tuvieron un cupo extra por invitación
- Malasia tenía cupos para la Copa AFC pero desistió su participación
- Los dos perdedores de la Ronda de Play-Off y Ronda Previa de la Liga de Campeones de la AFC pasaron a la fase de grupos de la AFC
- Brunéi Darussalam, Filipinas, Guam, Laos, Macao, Mongolia RPD Corea y Timor Oriental eran elegibles para la Copa Presidente de la AFC pero desistieron su participación
- El equipo de la India eliminado de Ronda de Play-Off de la Liga de Campeones de la AFC fue movido a la fase de grupos de la AFC de la Zona Oeste debido a que jugó el Play-Off en esa zona
- India y Maldivas geográficamente pertenecen a la Zona Oeste

## Primera fase
Los partidos se disputaron el 12 de febrero de 2011
| Equipo 1  | Resultado            | Equipo 2          |
| --------- | -------------------- | ----------------- |
| Al-Sadd   | 5–1                  | Al-Ittihad        |
| Sriwijaya | 2-2 (t. s.) (7-6 p.) | Muangthong United |

## Segunda fase
Los partidos se disputaron el 19 de febrero de 2011.
| Equipo 1  | Resultado | Equipo 2 |
| --------- | --------- | -------- |
| Al-Sadd   | 2-0       | Dempo    |
| Sriwijaya | 0-4       | Al Ain   |

## Fase de grupos
Los dos mejores de cada grupo avanzan a los Octavos de final.

### Grupo A
| Pos. | Equipo     | Pts. | PJ | G | E | P | GF | GC | Dif. | Clasificación |     | SEP | HIL | GHA | JAZ |
| ---- | ---------- | ---- | -- | - | - | - | -- | -- | ---- | ------------- | --- | --- | --- | --- | --- |
| 1    | Sepahan    | 13   | 6  | 4 | 1 | 1 | 14 | 5  | +9   | Fase final    |     | —   | 1–1 | 2–0 | 5–1 |
| 2    | Al-Hilal   | 13   | 6  | 4 | 1 | 1 | 11 | 6  | +5   | Fase final    |     | 1–2 | —   | 2–0 | 3–1 |
| 3    | Al-Gharafa | 7    | 6  | 2 | 1 | 3 | 6  | 7  | −1   |               |     | 1–0 | 0–1 | —   | 5–2 |
| 4    | Al-Jazira  | 1    | 6  | 0 | 1 | 5 | 7  | 20 | −13  |               | 1–4 | 2–3 | 0–0 | —   |     |

 Fuente: 
Notas:
1. 1 2  Enfrentamiento directo: Sepahan (4 pts), Al-Hilal (1 pt).

### Grupo B
| Pos. | Equipo    | Pts. | PJ | G | E | P | GF | GC | Dif. | Clasificación |     | SAD | NAS | EST | PAK |
| ---- | --------- | ---- | -- | - | - | - | -- | -- | ---- | ------------- | --- | --- | --- | --- | --- |
| 1    | Al-Sadd   | 10   | 6  | 2 | 4 | 0 | 8  | 6  | +2   | Fase final    |     | —   | 1–0 | 2–2 | 2–1 |
| 2    | Al-Nassr  | 8    | 6  | 2 | 2 | 2 | 10 | 7  | +3   | Fase final    |     | 1–1 | —   | 2–1 | 4–0 |
| 3    | Esteghlal | 8    | 6  | 2 | 2 | 2 | 11 | 10 | +1   |               |     | 1–1 | 2–1 | —   | 4–2 |
| 4    | Pakhtakor | 5    | 6  | 1 | 2 | 3 | 8  | 14 | −6   |               | 1–1 | 2–2 | 2–1 | —   |     |

 Fuente: 
Notas:
1. 1 2  Desempate: Al-Nassr y Esteghlal empataron en el enfrentamiento directo (3 pts, 0 GD, 3 GF), por lo que el desempate fue por la diferencia de goles.

### Grupo C
| Pos. | Equipo            | Pts. | PJ | G | E | P | GF | GC | Dif. | Clasificación |     | ITT | BUN | WAH | PER |
| ---- | ----------------- | ---- | -- | - | - | - | -- | -- | ---- | ------------- | --- | --- | --- | --- | --- |
| 1    | Al-Ittihad Jeddah | 11   | 6  | 3 | 2 | 1 | 10 | 5  | +5   | Fase final    |     | —   | 1–1 | 0–0 | 3–1 |
| 2    | Bunyodkor         | 9    | 6  | 2 | 3 | 1 | 8  | 6  | +2   | Fase final    |     | 0–1 | —   | 3–2 | 0–0 |
| 3    | Al-Wahda          | 6    | 6  | 1 | 3 | 2 | 6  | 8  | −2   |               |     | 0–3 | 1–1 | —   | 2–0 |
| 4    | Persepolis        | 5    | 6  | 1 | 2 | 3 | 6  | 11 | −5   |               | 3–2 | 1–3 | 1–1 | —   |     |

 Fuente: 

### Grupo D
| Pos. | Equipo    | Pts. | PJ | G | E | P | GF | GC | Dif. | Clasificación |     | ZOB | SHA | EMI | RAY |
| ---- | --------- | ---- | -- | - | - | - | -- | -- | ---- | ------------- | --- | --- | --- | --- | --- |
| 1    | Zob Ahan  | 13   | 6  | 4 | 1 | 1 | 7  | 3  | +4   | Fase final    |     | —   | 0–1 | 2–1 | 1–0 |
| 2    | Al-Shabab | 11   | 6  | 3 | 2 | 1 | 8  | 4  | +4   | Fase final    |     | 0–0 | —   | 4–1 | 1–0 |
| 3    | Emirates  | 6    | 6  | 2 | 0 | 4 | 6  | 10 | −4   |               |     | 0–1 | 2–1 | —   | 2–0 |
| 4    | Al-Rayyan | 4    | 6  | 1 | 1 | 4 | 4  | 8  | −4   |               | 1–3 | 1–1 | 2–0 | —   |     |

 Fuente: 

### Grupo E
| Pos. | Equipo            | Pts. | PJ | G | E | P | GF | GC | Dif. | Clasificación |     | GAM | TIA | JEJ | MEL |
| ---- | ----------------- | ---- | -- | - | - | - | -- | -- | ---- | ------------- | --- | --- | --- | --- | --- |
| 1    | Gamba Osaka       | 10   | 6  | 3 | 1 | 2 | 13 | 7  | +6   | Fase final    |     | —   | 2–0 | 3–1 | 5–1 |
| 2    | Tianjin Teda      | 10   | 6  | 3 | 1 | 2 | 8  | 6  | +2   | Fase final    |     | 2–1 | —   | 3–0 | 1–1 |
| 3    | Jeju United       | 7    | 6  | 2 | 1 | 3 | 6  | 10 | −4   |               |     | 2–1 | 0–1 | —   | 1–1 |
| 4    | Melbourne Victory | 6    | 6  | 1 | 3 | 2 | 7  | 11 | −4   |               | 1–1 | 2–1 | 1–2 | —   |     |

 Fuente: 
Notas:
1. 1 2  Enfrentamiento directo: Gamba Osaka (3 pts, +1 GD), Tianjin Teda (3 pts, –1 GD).

### Grupo F
| Pos. | Equipo             | Pts. | PJ | G | E | P | GF | GC | Dif. | Clasificación |     | SEO | NAG | AIN | HAN |
| ---- | ------------------ | ---- | -- | - | - | - | -- | -- | ---- | ------------- | --- | --- | --- | --- | --- |
| 1    | FC Seoul           | 11   | 6  | 3 | 2 | 1 | 9  | 4  | +5   | Fase final    |     | —   | 0–2 | 3–0 | 3–0 |
| 2    | Nagoya Grampus     | 10   | 6  | 3 | 1 | 2 | 9  | 6  | +3   | Fase final    |     | 1–1 | —   | 4–0 | 1–0 |
| 3    | Al-Ain             | 7    | 6  | 2 | 1 | 3 | 4  | 9  | −5   |               |     | 0–1 | 3–1 | —   | 1–0 |
| 4    | Hangzhou Greentown | 5    | 6  | 1 | 2 | 3 | 3  | 6  | −3   |               | 1–1 | 2–0 | 0–0 | —   |     |

 Fuente: Stats.The-AFC.com

### Grupo G
| Pos. | Equipo                 | Pts. | PJ | G | E | P | GF | GC | Dif. | Clasificación |     | JEO | CER | SHL | ARE |
| ---- | ---------------------- | ---- | -- | - | - | - | -- | -- | ---- | ------------- | --- | --- | --- | --- | --- |
| 1    | Jeonbuk Hyundai Motors | 15   | 6  | 5 | 0 | 1 | 14 | 2  | +12  | Fase final    |     | —   | 1–0 | 1–0 | 6–0 |
| 2    | Cerezo Osaka           | 12   | 6  | 4 | 0 | 2 | 11 | 4  | +7   | Fase final    |     | 1–0 | —   | 4–0 | 2–1 |
| 3    | Shandong Luneng        | 7    | 6  | 2 | 1 | 3 | 9  | 8  | +1   |               |     | 1–2 | 2–0 | —   | 5–0 |
| 4    | Arema                  | 1    | 6  | 0 | 1 | 5 | 2  | 22 | −20  |               | 0–4 | 0–4 | 1–1 | —   |     |

 Fuente: 

### Grupo H
| Pos. | Equipo                  | Pts. | PJ | G | E | P | GF | GC | Dif. | Clasificación |     | SUW | KSH | SYD | SHS |
| ---- | ----------------------- | ---- | -- | - | - | - | -- | -- | ---- | ------------- | --- | --- | --- | --- | --- |
| 1    | Suwon Samsung Bluewings | 12   | 6  | 3 | 3 | 0 | 12 | 3  | +9   | Fase final    |     | —   | 1–1 | 3–1 | 4–0 |
| 2    | Kashima Antlers         | 12   | 6  | 3 | 3 | 0 | 9  | 3  | +6   | Fase final    |     | 1–1 | —   | 2–1 | 2–0 |
| 3    | Sydney FC               | 5    | 6  | 1 | 2 | 3 | 6  | 11 | −5   |               |     | 0–0 | 0–3 | —   | 1–1 |
| 4    | Shanghai Shenhua        | 2    | 6  | 0 | 2 | 4 | 3  | 13 | −10  |               | 0–3 | 0–0 | 2–3 | —   |     |

 Fuente: 
Notas:
1. 1 2  Suwon Samsung Bluewings y Kashima Antlers empataron el en enfrentamiento directo (2 pts, 0 GD, 2 GF), por lo que el desempate fue por la diferencia de goles.

## Fase final

### Cuadro de desarrollo
|  | Octavos de final        | Octavos de final        | Octavos de final       |                        |                                 | Cuartos de final                | Cuartos de final       | Cuartos de final       | Cuartos de final       |  |                         | Semifinales             | Semifinales        | Semifinales        | Semifinales        |  |                        | Final                  | Final          | Final          |  |
|  | 24 y 25 de mayo         | 24 y 25 de mayo         | 24 y 25 de mayo        |                        |                                 | 14 al 28 de septiembre          | 14 al 28 de septiembre | 14 al 28 de septiembre | 14 al 28 de septiembre |  |                         | 19 y 26 de octubre      | 19 y 26 de octubre | 19 y 26 de octubre | 19 y 26 de octubre |  |                        | 5 de noviembre         | 5 de noviembre | 5 de noviembre |  |
|  |                         |                         |                        |                        |                                 |                                 |                        |                        |                        |  |                         |                         |                    |                    |                    |  |                        |                        |                |                |  |
|  |                         |                         |                        |                        |                                 |                                 |                        |                        |                        |  |                         |                         |                    |                    |                    |  |                        |                        |                |                |  |
|  | Al-Ittihad              | Al-Ittihad              | 3                      |                        |                                 |                                 |                        |                        |                        |  |                         |                         |                    |                    |                    |  |                        |                        |                |                |  |
|  | Al-Ittihad              | Al-Ittihad              | 3                      |                        |                                 |                                 |                        |                        |                        |  |                         |                         |                    |                    |                    |  |                        |                        |                |                |  |
|  | Al-Hilal                | Al-Hilal                | 1                      |                        |                                 |                                 |                        |                        |                        |  |                         |                         |                    |                    |                    |  |                        |                        |                |                |  |
|  | Al-Hilal                | Al-Hilal                | 1                      |                        | Al-Ittihad                      | Al-Ittihad                      | 3                      | 0                      |                        |  |                         |                         |                    |                    |                    |  |                        |                        |                |                |  |
|  |                         |                         |                        |                        | Al-Ittihad                      | Al-Ittihad                      | 3                      | 0                      |                        |  |                         |                         |                    |                    |                    |  |                        |                        |                |                |  |
|  |                         |                         | F. C. Seoul            | F. C. Seoul            | 1                               | 1                               |                        |                        |                        |  |                         |                         |                    |                    |                    |  |                        |                        |                |                |  |
|  | F. C. Seoul             | F. C. Seoul             | F. C. Seoul            | F. C. Seoul            | 1                               | 1                               | 3                      |                        |                        |  |                         |                         |                    |                    |                    |  |                        |                        |                |                |  |
|  | F. C. Seoul             | F. C. Seoul             |                        |                        |                                 |                                 |                        |                        |                        |  |                         |                         |                    |                    |                    |  |                        |                        |                |                |  |
|  | Kashima Antlers         | Kashima Antlers         | 0                      |                        |                                 |                                 |                        |                        |                        |  |                         |                         |                    |                    |                    |  |                        |                        |                |                |  |
|  | Kashima Antlers         | Kashima Antlers         | 0                      |                        |                                 |                                 |                        |                        |                        |  | Al-Ittihad              | Al-Ittihad              | 2                  | 1                  |                    |  |                        |                        |                |                |  |
|  |                         |                         |                        |                        |                                 |                                 |                        |                        |                        |  | Al-Ittihad              | Al-Ittihad              | 2                  | 1                  |                    |  |                        |                        |                |                |  |
|  |                         |                         | Jeonbuk Hyundai Motors | Jeonbuk Hyundai Motors | 3                               | 2                               |                        |                        |                        |  |                         |                         |                    |                    |                    |  |                        |                        |                |                |  |
|  | Gamba Osaka             | Gamba Osaka             | Jeonbuk Hyundai Motors | Jeonbuk Hyundai Motors | 3                               | 2                               | 0                      |                        |                        |  |                         |                         |                    |                    |                    |  |                        |                        |                |                |  |
|  | Gamba Osaka             | Gamba Osaka             |                        |                        |                                 |                                 |                        |                        |                        |  |                         |                         |                    |                    |                    |  |                        |                        |                |                |  |
|  | Cerezo Osaka            | Cerezo Osaka            | 1                      |                        |                                 |                                 |                        |                        |                        |  |                         |                         |                    |                    |                    |  |                        |                        |                |                |  |
|  | Cerezo Osaka            | Cerezo Osaka            | 1                      |                        | Cerezo Osaka                    | Cerezo Osaka                    | 4                      | 1                      |                        |  |                         |                         |                    |                    |                    |  |                        |                        |                |                |  |
|  |                         |                         |                        |                        | Cerezo Osaka                    | Cerezo Osaka                    | 4                      | 1                      |                        |  |                         |                         |                    |                    |                    |  |                        |                        |                |                |  |
|  |                         |                         | Jeonbuk Hyundai Motors | Jeonbuk Hyundai Motors | 3                               | 6                               |                        |                        |                        |  |                         |                         |                    |                    |                    |  |                        |                        |                |                |  |
|  | Jeonbuk Hyundai Motors  | Jeonbuk Hyundai Motors  | Jeonbuk Hyundai Motors | Jeonbuk Hyundai Motors | 3                               | 6                               | 3                      |                        |                        |  |                         |                         |                    |                    |                    |  |                        |                        |                |                |  |
|  | Jeonbuk Hyundai Motors  | Jeonbuk Hyundai Motors  |                        |                        |                                 |                                 |                        |                        |                        |  |                         |                         |                    |                    |                    |  |                        |                        |                |                |  |
|  | Tianjin Teda            | Tianjin Teda            | 0                      |                        |                                 |                                 |                        |                        |                        |  |                         |                         |                    |                    |                    |  |                        |                        |                |                |  |
|  | Tianjin Teda            | Tianjin Teda            | 0                      |                        |                                 |                                 |                        |                        |                        |  |                         |                         |                    |                    |                    |  | Jeonbuk Hyundai Motors | Jeonbuk Hyundai Motors | 2 (2)          |                |  |
|  |                         |                         |                        |                        |                                 |                                 |                        |                        |                        |  |                         |                         |                    |                    |                    |  | Jeonbuk Hyundai Motors | Jeonbuk Hyundai Motors | 2 (2)          |                |  |
|  |                         |                         | Al-Sadd (p)            | Al-Sadd (p)            | 2 (4)                           |                                 |                        |                        |                        |  |                         |                         |                    |                    |                    |  |                        |                        |                |                |  |
|  | Suwon Samsung Bluewings | Suwon Samsung Bluewings | Al-Sadd (p)            | Al-Sadd (p)            | 2 (4)                           | 2                               |                        |                        |                        |  |                         |                         |                    |                    |                    |  |                        |                        |                |                |  |
|  | Suwon Samsung Bluewings | Suwon Samsung Bluewings |                        |                        |                                 |                                 |                        |                        |                        |  |                         |                         |                    |                    |                    |  |                        |                        |                |                |  |
|  | Nagoya Grampus          | Nagoya Grampus          | 0                      |                        |                                 |                                 |                        |                        |                        |  |                         |                         |                    |                    |                    |  |                        |                        |                |                |  |
|  | Nagoya Grampus          | Nagoya Grampus          | 0                      |                        | Suwon Samsung Bluewings (t. s.) | Suwon Samsung Bluewings (t. s.) | 1                      | 2                      |                        |  |                         |                         |                    |                    |                    |  |                        |                        |                |                |  |
|  |                         |                         |                        |                        | Suwon Samsung Bluewings (t. s.) | Suwon Samsung Bluewings (t. s.) | 1                      | 2                      |                        |  |                         |                         |                    |                    |                    |  |                        |                        |                |                |  |
|  |                         |                         | Zob Ahan               | Zob Ahan               | 1                               | 1                               |                        |                        |                        |  |                         |                         |                    |                    |                    |  |                        |                        |                |                |  |
|  | Zob Ahan                | Zob Ahan                | Zob Ahan               | Zob Ahan               | 1                               | 1                               | 4                      |                        |                        |  |                         |                         |                    |                    |                    |  |                        |                        |                |                |  |
|  | Zob Ahan                | Zob Ahan                |                        |                        |                                 |                                 |                        |                        |                        |  |                         |                         |                    |                    |                    |  |                        |                        |                |                |  |
|  | Al-Nassr                | Al-Nassr                | 1                      |                        |                                 |                                 |                        |                        |                        |  |                         |                         |                    |                    |                    |  |                        |                        |                |                |  |
|  | Al-Nassr                | Al-Nassr                | 1                      |                        |                                 |                                 |                        |                        |                        |  | Suwon Samsung Bluewings | Suwon Samsung Bluewings | 0                  | 1                  |                    |  |                        |                        |                |                |  |
|  |                         |                         |                        |                        |                                 |                                 |                        |                        |                        |  | Suwon Samsung Bluewings | Suwon Samsung Bluewings | 0                  | 1                  |                    |  |                        |                        |                |                |  |
|  |                         |                         | Al-Sadd                | Al-Sadd                | 2                               | 0                               |                        |                        |                        |  |                         |                         |                    |                    |                    |  |                        |                        |                |                |  |
|  | Sepahan                 | Sepahan                 | Al-Sadd                | Al-Sadd                | 2                               | 0                               | 3                      |                        |                        |  |                         |                         |                    |                    |                    |  |                        |                        |                |                |  |
|  | Sepahan                 | Sepahan                 |                        |                        |                                 |                                 |                        |                        |                        |  |                         |                         |                    |                    |                    |  |                        |                        |                |                |  |
|  | Bunyodkor               | Bunyodkor               | 1                      |                        |                                 |                                 |                        |                        |                        |  |                         |                         |                    |                    |                    |  |                        |                        |                |                |  |
|  | Bunyodkor               | Bunyodkor               | 1                      |                        | Sepahan                         | Sepahan                         | 0                      | 2                      |                        |  |                         |                         |                    |                    |                    |  |                        |                        |                |                |  |
|  |                         |                         |                        |                        | Sepahan                         | Sepahan                         | 0                      | 2                      |                        |  |                         |                         |                    |                    |                    |  |                        |                        |                |                |  |
|  |                         |                         | Al-Sadd                | Al-Sadd                | 3                               | 1                               |                        |                        |                        |  |                         |                         |                    |                    |                    |  |                        |                        |                |                |  |
|  | Al-Sadd                 | Al-Sadd                 | Al-Sadd                | Al-Sadd                | 3                               | 1                               | 1                      |                        |                        |  |                         |                         |                    |                    |                    |  |                        |                        |                |                |  |
|  | Al-Sadd                 | Al-Sadd                 |                        |                        |                                 |                                 |                        |                        |                        |  |                         |                         |                    |                    |                    |  |                        |                        |                |                |  |
|  | Al-Shabab               | Al-Shabab               | 0                      |                        |                                 |                                 |                        |                        |                        |  |                         |                         |                    |                    |                    |  |                        |                        |                |                |  |
|  | Al-Shabab               | Al-Shabab               | 0                      |                        |                                 |                                 |                        |                        |                        |  |                         |                         |                    |                    |                    |  |                        |                        |                |                |  |
|  |                         |                         |                        |                        |                                 |                                 |                        |                        |                        |  |                         |                         |                    |                    |                    |  |                        |                        |                |                |  |

### Octavos de final
Según los resultados de la fase de grupos, los emparejamientos de octavos de final quedaron decididos de la siguiente manera: Cada eliminatoria se disputó a partido único, en el estadio del ganador de cada grupo.
| Equipo 1                | Resultado | Equipo 2        |
| ----------------------- | --------- | --------------- |
| Sepahan                 | 3–1       | Bunyodkor       |
| Al-Ittihad              | 3–1       | Al-Hilal        |
| Al-Sadd                 | 1–0       | Al-Shabab       |
| Zob Ahan                | 4–1       | Al-Nassr        |
| Gamba Osaka             | 0-1       | Cerezo Osaka    |
| Jeonbuk Hyundai Motors  | 3–0       | Tianjin Teda    |
| FC Seoul                | 3–0       | Kashima Antlers |
| Suwon Samsung Bluewings | 2–0       | Nagoya Grampus  |

### Cuartos de final
El sorteo de los cuartos de final, semifinal y final se sorteó en Kuala Lumpur, Malaysia, el 7 de junio de 2011. En el sorteo se aplicó la "protección de países", en la que si hay dos clubes del mismo país no se podrán emparejar en los cuartos de final; sin embargo, si hubiese más de dos clubes del mismo país sí.
| Equipo 1                | Agr.        | Equipo 2               | Ida | Vuelta |
| ----------------------- | ----------- | ---------------------- | --- | ------ |
| Cerezo Osaka            | 5–9         | Jeonbuk Hyundai Motors | 4–3 | 1–6    |
| Al-Ittihad              | 3–2         | FC Seoul               | 3–1 | 0–1    |
| Sepahan                 | 2–4         | Al-Sadd                | 0–3 | 2–1    |
| Suwon Samsung Bluewings | 3–2 (t. s.) | Zob Ahan               | 1–1 | 2–1    |

Notas
1. 1 2  El Comité Disciplinario de la AFC dio como vencedor al Al-Sadd contra el Sepahan por 3–0 debido a que el club iraní fue declarado culpable de alinear a un jugador inelegible. El partido en aquel momento finalizó 1–0 favorable al Sepahan.[4]

### Semifinales
| Equipo 1                | Agr. | Equipo 2               | Ida | Vuelta |
| ----------------------- | ---- | ---------------------- | --- | ------ |
| Suwon Samsung Bluewings | 1–2  | Al-Sadd                | 0–2 | 1–0    |
| Al-Ittihad              | 3–5  | Jeonbuk Hyundai Motors | 2–3 | 1–2    |

### Final
La final de la Liga de Campeones de la AFC 2011 se disputó a partido único en uno de los estadios de los dos finalistas, decisión adoptada por sorteo. Este formato supuso un cambio con respecto a las ediciones de 2009 y 2010, donde la final se disputaba a partido único y en terreno neutral.
| 5 de noviembre de 2011, 19:00 UTC+09:00 | Jeonbuk Hyundai Motors                               | 2 – 2 (t. s.)(2 – 4 p.) | Al-Sadd                                            | Estadio Mundialista de Jeonju, Jeonju                                    |                                                                          |
|                                         | Eninho 17' · Lee Seung-Hyun 90+2'                    | [http://www.the-afc.com/en/component/joomleague/?view=report&compID=410&matchId=4123 (enlace roto disponible en Internet Archive; véase el historial, la primera versión y la última). Reporte] | Sim Woo-Yeon 30' (a.g.) · Keïta 61'                | Asistencia: 41.805 espectadores Árbitro(s): Ravshan Irmatov (Uzbekistán) | Asistencia: 41.805 espectadores Árbitro(s): Ravshan Irmatov (Uzbekistán) |
|                                         |                                                      | Tiros desde el punto penal |                                                    |                                                                          |                                                                          |
|                                         | Eninho · Kim Dong-Chan · Park Won-Jae · Kim Sang-Sik | | Niang · Al Haidos · Lee Jung-Soo · Majid · Belhadj |                                                                          |                                                                          |

## Campeón
| Bandera de Catar                  |
| Campeón Al-Sadd S. C. 2.do título |

## Goleadores
| Pos. | Nombre            | Club                    | Goles |
| ---- | ----------------- | ----------------------- | ----- |
| 1    | Lee Dong-Gook     | Jeonbuk Hyundai Motors  | 9     |
| 2    | Eninho            | Jeonbuk Hyundai Motors  | 7     |
| 3    | Ha Tae-Gyun       | Suwon Samsung Bluewings | 6     |
| 4    | Bader Al-Mutawa   | Al-Nassr                | 5     |
| 4    | Farhad Majidi     | Esteghlal               | 5     |
| 4    | Dejan Damjanović  | FC Seoul                | 5     |
| 4    | Ibrahima Touré    | Sepahan FC              | 5     |
| 8    | Yasser Al-Qahtani | Al-Hilal                | 4     |
| 8    | Abdelmalek Ziaya  | Al-Ittihad              | 4     |
| 8    | Hiroshi Kiyotake  | Cerezo Osaka            | 4     |
| 8    | Takashi Inui      | Cerezo Osaka            | 4     |
| 8    | Rodrigo Pimpão    | Cerezo Osaka            | 4     |
| 8    | Yeom Ki-Hun       | Suwon Samsung Bluewings | 4     |
| 8    | Igor Castro       | Zob Ahan                | 4     |
| 8    | Mohammad Ghazi    | Zob Ahan                | 4     |